# Рипосто
Рипосто (итал. Riposto) — коммуна в Италии, располагается в регионе Сицилия, подчиняется административному центру Катания.
Население составляет 14 619 человек (на 2004 г.), плотность населения составляет 1133 чел./км². Занимает площадь 12 км². Почтовый индекс — 95018. Телефонный код — 095.
Покровителем коммуны почитается апостол Пётр. Праздник ежегодно празднуется 29 июня.
Соседние коммуны: Ачиреале, Джарре, Маскали.